# Drumevo
Drumevo (bulgariska: Друмево) är ett distrikt i Bulgarien.   Det ligger i kommunen Obsjtina Sjumen och regionen Sjumen, i den östra delen av landet, 300 km öster om huvudstaden Sofia.
I omgivningarna runt Drumevo växer i huvudsak lövfällande lövskog. Runt Drumevo är det ganska glesbefolkat, med 32 invånare per kvadratkilometer.